# Karolina Skog

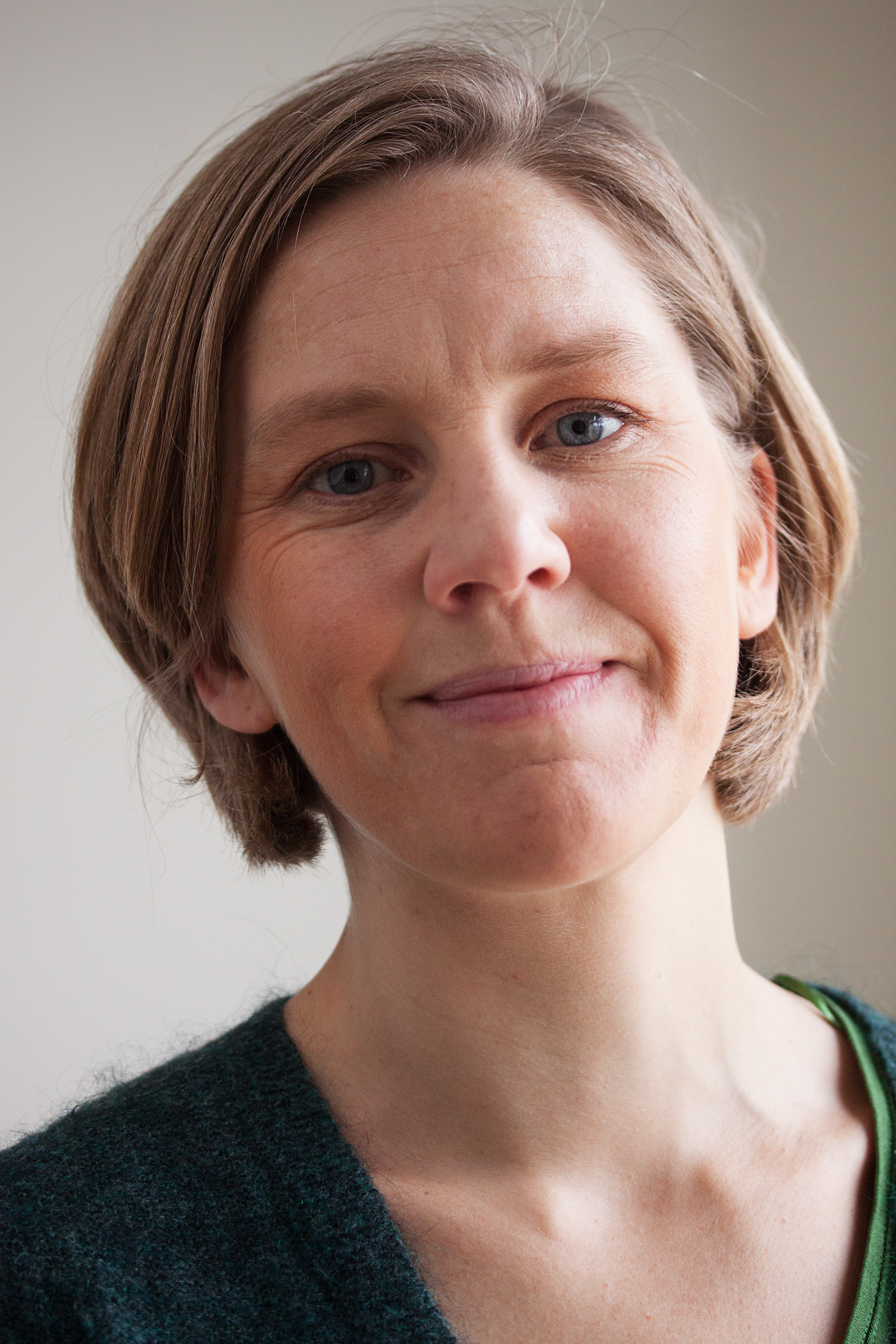
Karolina Skog, 2014

Karolina Skog (* 30. März 1976 in Åhus) ist eine schwedische Politikerin. Sie gehört der Umweltpartei Die Grünen an. In der Regierung Löfven war sie von 25. Mai 2016 bis 21. Januar 2019 Umweltministerin.

## Persönlicher Werdegang
1995 legte Karolina Skog am Vipeholmsgymnasiet in Lund ihr Abitur ab. 2005 erwarb sie an der Universität Lund einen Master in Humanökologie.
Karolina Skog lebt in Stockholm. Sie ist verheiratet.

## Politischer Werdegang (Auswahl)
Ab 2001 engagierte sich Karolina Skog in der Umweltpartei Die Grünen. Bis 2004 war sie in der Verwaltung der Jugendorganisation der Partei tätig und übernahm zwischen 2001 und 2006 verschiedene Aufgaben in der Partei, darunter auch die Herausgabe der Parteizeitung.
Das Engagement der Kommunalpolitikerin konzentrierte sich auf Malmö. So war sie von 2006 bis 2010 in Malmö sowohl politische Geschäftsführerin der Umweltpartei als auch Verkehrsbeauftragte für die Zukunft des Verkehrs in der Stadt. 2014/2015 gehörte sie dem Stadtrat von Malmö an und war Vorsitzende des Ausschusses für Stadtplanung und öffentliche Versorgung sowie städtische Beauftragte für diesen Bereich.
In der Regierung Löfven war sie von 25. Mai 2016 bis 21. Januar 2019 Umweltministerin.

## Umweltministerin

### Aufgaben
Katharina Skog unterstehen in der Regierung Löfven die Aufgabenbereiche Klima und Umwelt.

### Maßnahmen in der Regierung Löfven (Auswahl)
- Reduzierung von Mikroplastik in den Ozeanen

In ihrer Eigenschaft als Umweltministerin setzt sich Karolina Skog für die Reduzierung von Mikroplastik in den Ozeanen ein. Zu diesem Zweck veranlasste die Regierung 2018 ein Verbot dieser Stoffe in bestimmten kosmetischen Produkten und stellte den Kommunen finanzielle Mittel für die Säuberung der schwedischen Strände von Mikroplastik zur Verfügung.
- Reduzierung des Schadstoffausstoßes durch Kraftfahrzeuge

Ab 2020 sollen die Kommunen selbst entscheiden können, ob und wo sie emissionsarme Zonen einführen möchten. Drei Arten von Zonen sind möglich: Die erste schränkt für den Schwerlastverkehr ein. In der zweiten Zone, die für PKWs gilt, sind bis 1. Juli 2022 noch Dieselfahrzeuge erlaubt, die den Standard von Euro 5 oder 6 erfüllen, danach nur noch mit dem Standard von Euro 6. Benzinfahrzeuge müssen in der zweiten Zone von Anfang an die Norm Euro 6 erfüllen. In der dritten Zone sind nur Elektroautos, Brennstoffzellenfahrzeuge, Hybridelektrokraftfahrzeuge und Gasfahrzeuge, die die europäische Abgasnorm erfüllen, erlaubt.